# Palazzi Mocenigo

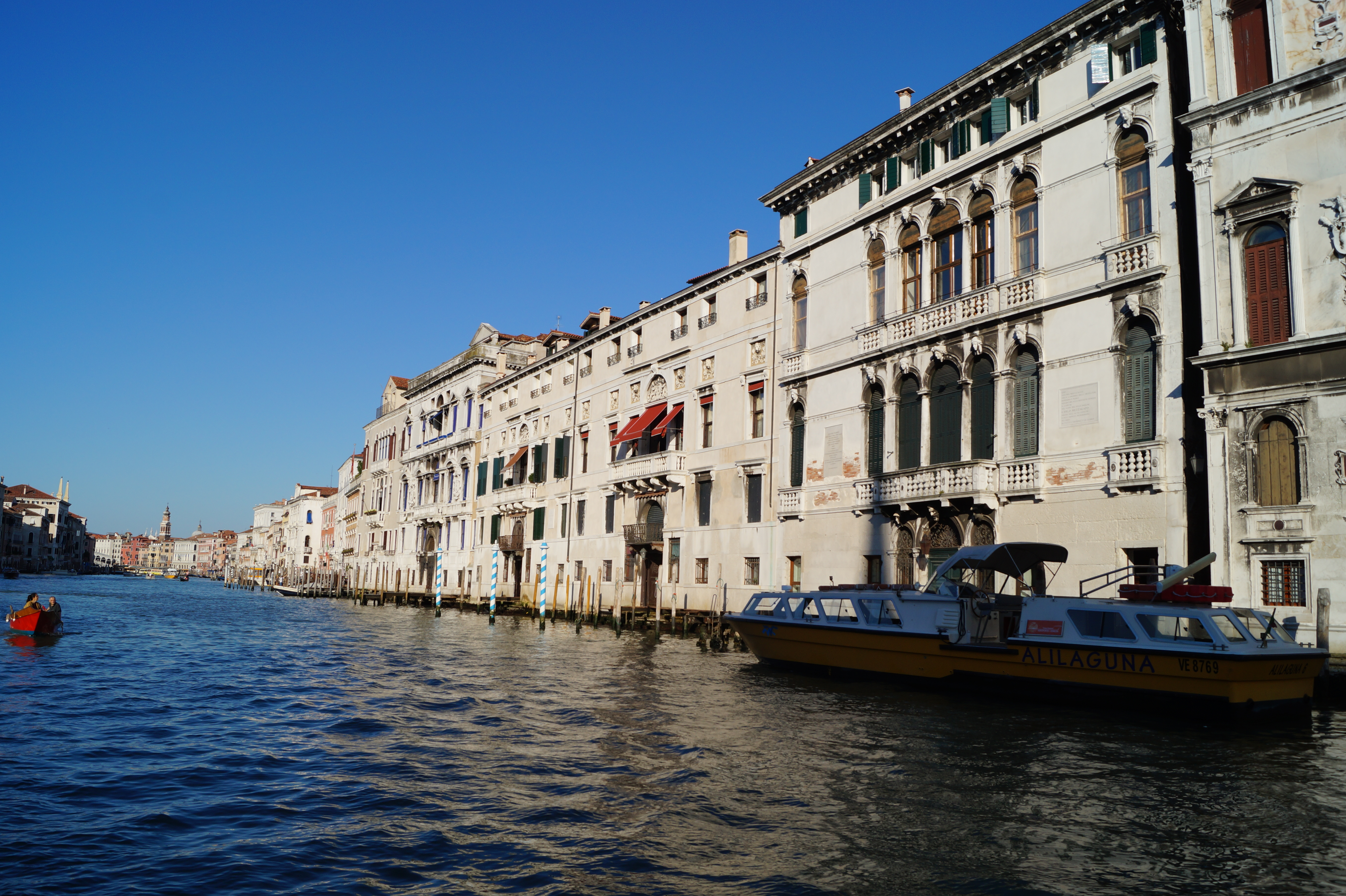
L'infilata dei Palazzi Mocenigo sul Canal Grande.

I Palazzi Mocenigo sono un complesso architettonico di Venezia, ubicato nel sestiere di San Marco e affacciato su Canal Grande tra Palazzo Contarini delle Figure e Palazzo Corner Gheltof, di fronte a Palazzo Civran Grimani.
Il complesso, contraddistinto da una lunga e disomogenea facciata, si compone di quattro edifici, che ordiniamo da sinistra verso destra nella sequenza delle facciate: Palazzo Mocenigo Casa Nuova, composto da Palazzo Mocenigo "Il Nero" e da due palazzi più bassi (per l'assenza del secondo piano nobile) e Palazzo Mocenigo Casa Vecchia. Palazzo Mocenigo "Il Nero" e gli altri due palazzi adiacenti formavano un tempo un'unica residenza, mentre Palazzo Mocenigo Casa Vecchia era l'abitazione di un secondo ramo della famiglia Mocenigo.

## Palazzo Mocenigo Ca' Vecchia, calle Mocenigo Ca' Vecchia

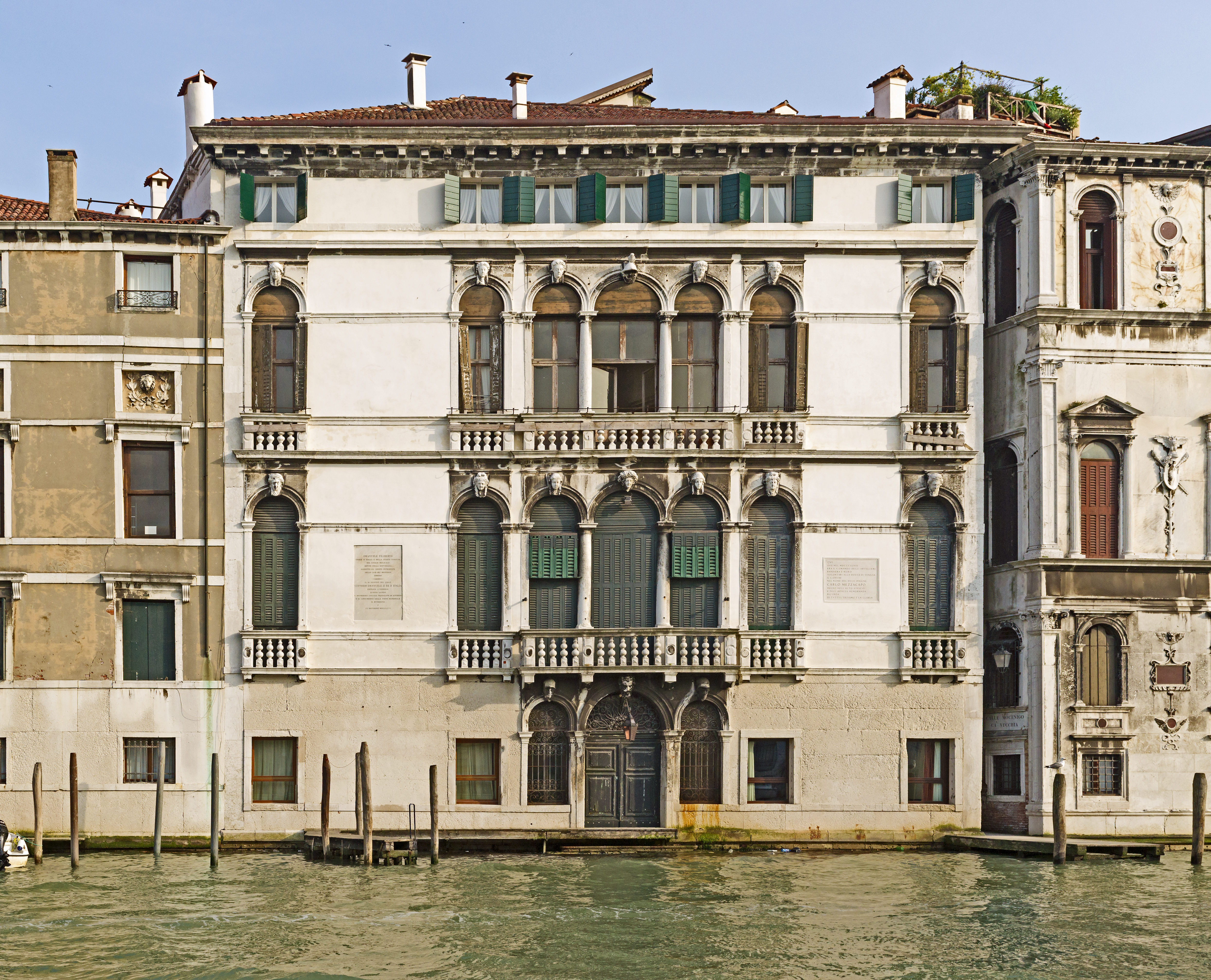
Palazzo Mocenigo Casa Vecchia

Palazzo Mocenigo Ca' Vecchia è il primo edificio a partire da destra, confinante con Palazzo Contarini delle Figure.

### Storia
Malgrado il nome di Ca' Vecchia, è il più recente del complesso dato che fu ricostruito sulla base della precedente fabbrica medievale, edificata nel XV secolo. Si trattava della prima proprietà della famiglia Mocenigo nella parrocchia di San Samuele. Questo ramo della famiglia Mocenigo, interessandosi di cultura, politica, filosofia e economia, ebbe modo di ospitare celebri personaggi. Tra il 1591 e il 1592 soggiornò nello stabile il filosofo Giordano Bruno. Questi venne denunciato alle autorità dallo stesso padrone di casa e tratto la sera del 23 maggio 1592 nelle carceri dell'Inquisizione di Venezia in San Domenico a Castello. La ristrutturazione è stata effettuata nel XVII secolo, più precisamente tra il 1623 e il 1625, su progetto dell'architetto Francesco Contin. Tale intervento non risultò eccessivamente invasivo, e andò a mantenere numerosi aspetti del precedente edificio, quali la pianta originale e alcune finestre a sesto acuto, prevalenti nella facciata posteriore e in quella laterali ma assenti in quella principale. Altri ospiti prestigiosi furono in tempi più recenti Thomas Moore e Lord Byron.
Un tempo in condizioni precarie, è stato ristrutturato e suddiviso in più proprietà. La facciata, un tempo di colore giallo, è stata tinteggiata e appare bianca.

### Architettura
La struttura presenta un aspetto semplice: l'edificio si sviluppa su quattro piani, divisi da solide cornici, di cui un piano terra con portale ad acqua affiancato a ampie monofore, un mezzanino sottotetto e due piani nobili molto simili in aspetto. Si evidenzia l'assenza di ammezzato tra piano terra e piano nobile. I piani nobili, differenziati solo per la diversa forma del poggiolo, aggettante solo al primo piano, sono contraddistinti da una trifora, affiancata ciascuna da due coppie di monofore con balconcino non aggettante. La chiave dei vari archi è decorata con testa umana. Un tempo la struttura culminava in due obelischi, come testimoniato dalle stampe d'epoca, poi abbattuti per motivi sconosciuti.

## Palazzi Mocenigo Ca' Nova, calle Mocenigo Ca' Nova
Sono due edifici del complesso, tra la Ca' Vecchia e il Palazzo Mocenigo c.d. 'Il Nero'.

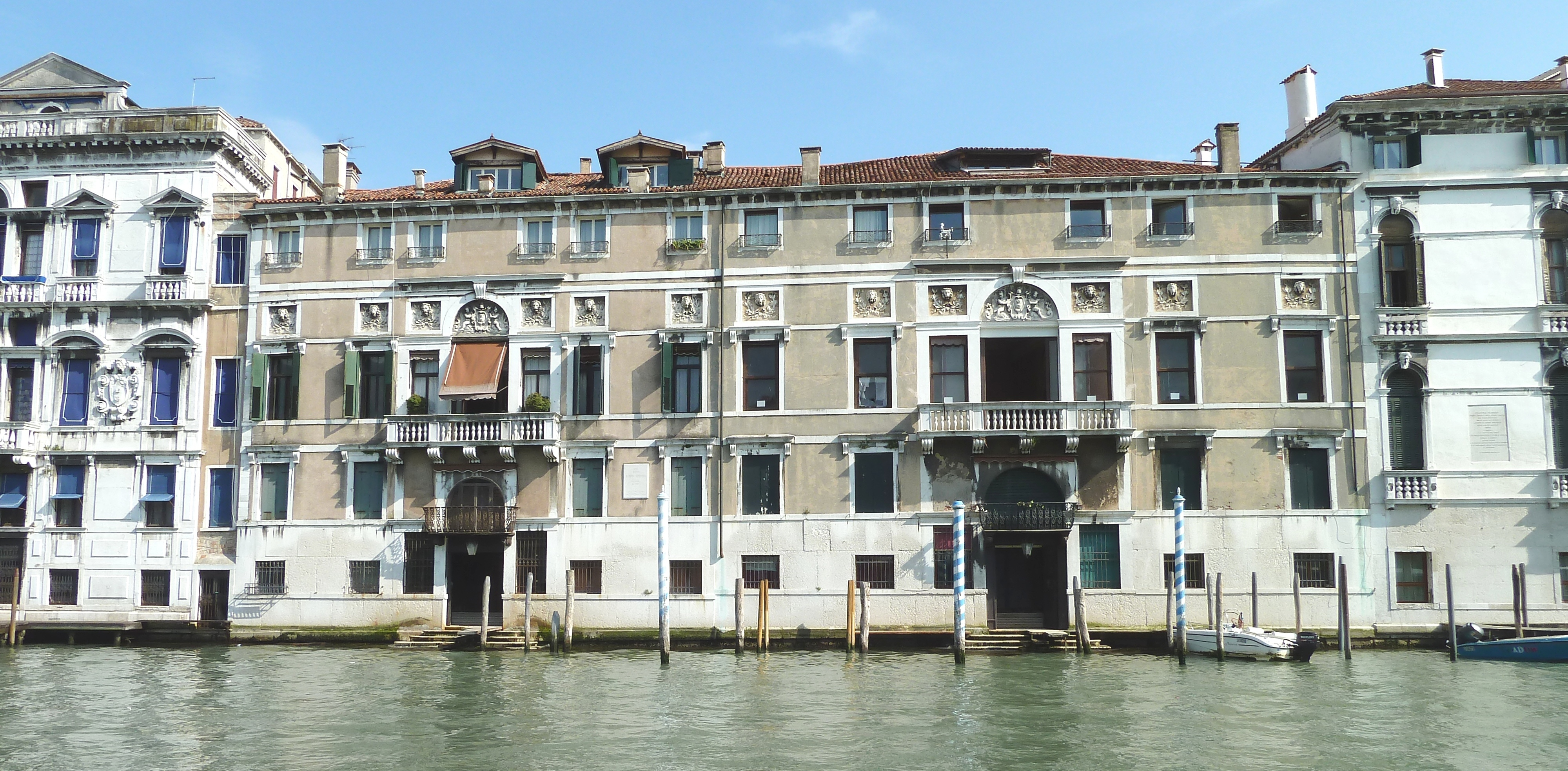
Palazzo Mocenigo Ca' Nova

### Storia
I Mocenigo possedevano già i due palazzi Ca' Vecchia e il Nero quando, alla fine del XVI secolo, fecero costruire questi due nuovi palazzi congiungendo i due già esistenti. Essi vennero arricchiti, soprattutto nel corso del '700, da pregevolissimi arredi, purtroppo in gran parte dispersi negli anni '30 del '900. Solo per citarne alcuni, le nove tele di Sebastiano Ricci rappresentanti gli Dei dell’Olimpo, che decoravano il soffitto di una delle sale del piano nobile del Palazzo di sinistra, vendute nel 1941 e oggi facenti parte della collezione della Gemäldegalerie di Berlino; la tela di Gian Battista Tiepolo La Virtù e la Nobiltà incoronano l'Amore, oggi nel Museum of Fine Arts di Boston, venduta nel 1937, proveniente dal soffitto di una delle sale del piano ammezzato del Palazzo di destra; il bozzetto del Paradiso della Sala del Maggior Consiglio di Palazzo Ducale del Tintoretto, già nel piano nobile del Palazzo di destra e oggi a Madrid. Nel medesimo piano nobile si conservano il soffitto affrescato da Jacopo Guarana Minerva scaccia i Vizi dal Giardino della Virtù e gli affreschi che Pier Antonio Novelli eseguì in occasione delle nozze di Alvise Mocenigo e Lucia Memmo. In questo stesso piano nobile, come ricorda la lapide sulla facciata, seppur posta all'altezza del piano ammezzato del Palazzo di sinistra, abitò e scrisse per alcuni anni il poeta inglese Lord Byron durante il suo soggiorno veneziano dal 1816 al 1819, con 14 domestici, 2 scimmie, una volpe e un lupo, oltre a 2 cani e vari uccelli.

### Architettura
Presentano un linguaggio architettonico alquanto semplice, di chiara matrice rinascimentale, dove il piano nobile è l'elemento fondante della composizione. Esso, contraddistinto da serliana centrale affiancata da monofore, si ripete secondo un medesimo schema sia per l'uno sia per l'altro palazzo, creando una forte sensazione di simmetria. I fori sono decorati con bassorilievi. 
Elementi assai pregevoli della composizione erano pure i monumentali camini, demoliti attorno alla metà del XIX secolo e gli affreschi delle facciate, questi ultimi realizzati da Benedetto Caliari e da Giuseppe Alabardi che, similarmente a quelli presenti negli altri edifici civili cittadini, scomparirono tra il XVIII e il XIX secolo. Uniche tracce degli stessi ci pervengono grazie alle stampe di Luca Carlevarijs. Sul retro si apre un ampio giardino, sul quale insiste una facciata con serliane simili a quelle lato Canal Grande.

## Palazzo Mocenigo il Nero, calle Corner o del Magazen

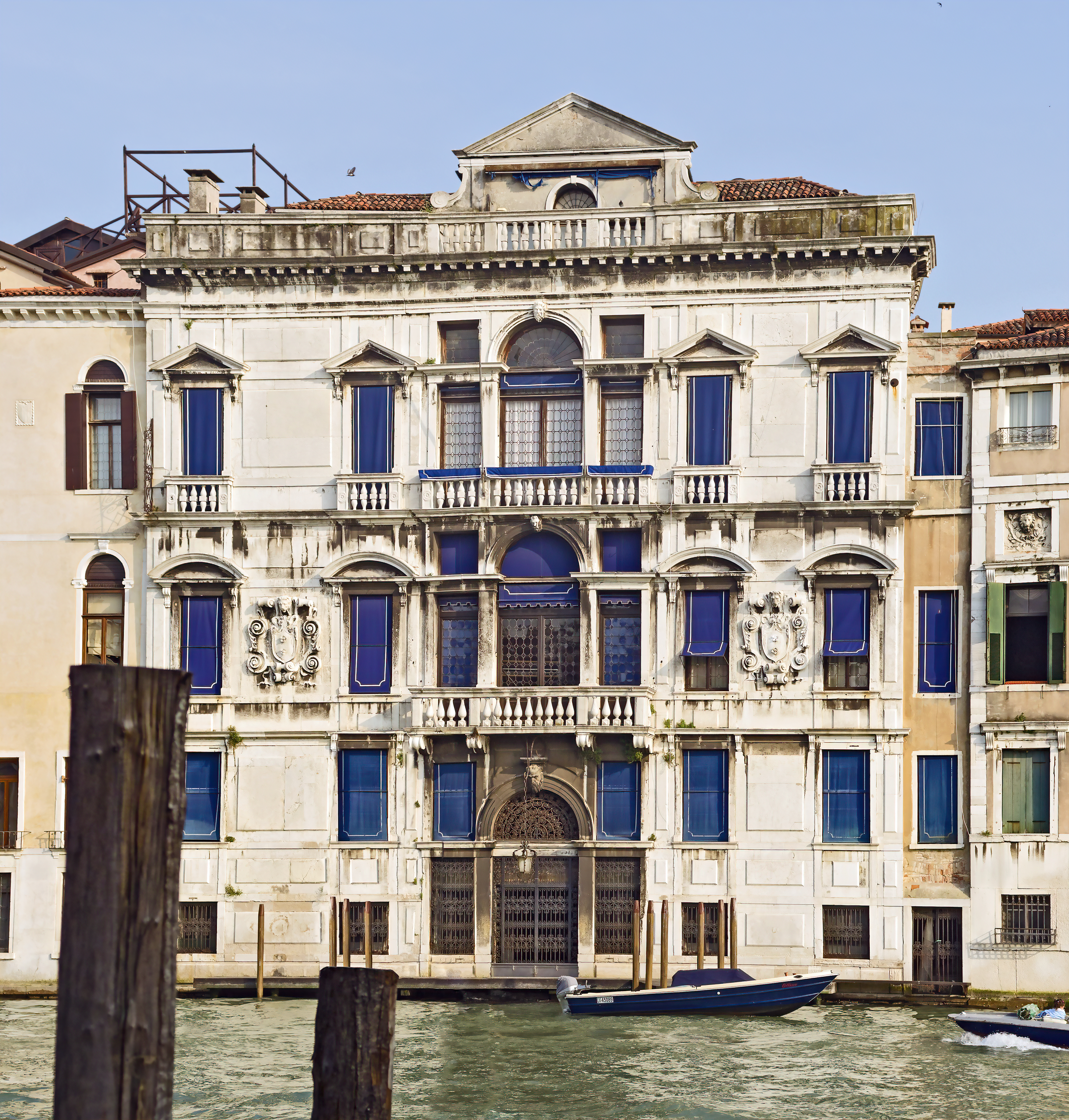
Palazzo Mocenigo Il Nero

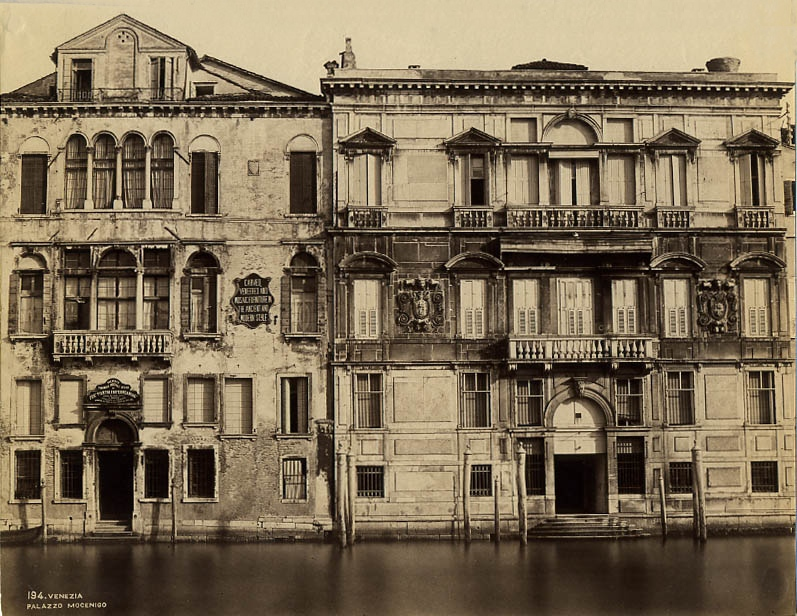
Una foto d'epoca realizzata da Carlo Naya che mostra la facciata prima dell'intervento che portò al terrazzamento dell'attico

Palazzo Mocenigo Ca' Nova, detto Il Nero, è il palazzo posto all'estrema sinistra del complesso: è quello che presenta probabilmente la facciata di maggior impatto visivo.

### Storia

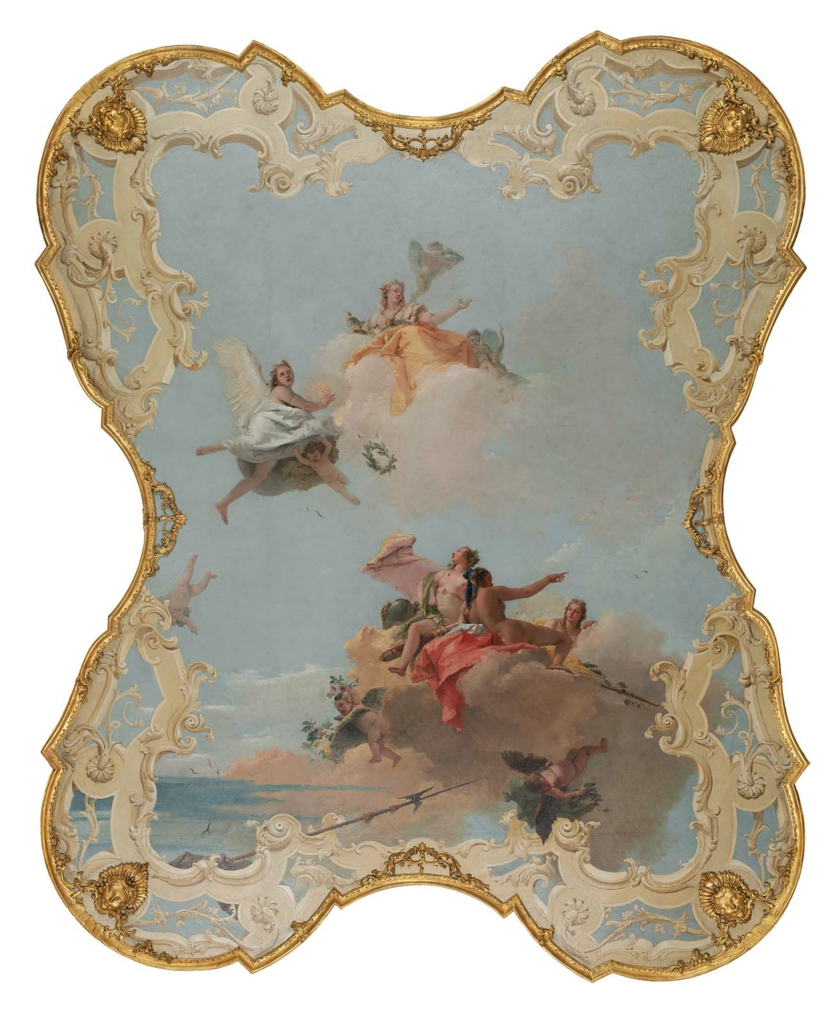
Giambattista Tiepolo, La Nobiltà, la Virtù e la Temperanza (oppure La Nobiltà e la Virtù incoronano l'Amore), 1759-1761, olio su tela, Museum of Fine Arts, Boston. Soffitto proveniente da una delle stanze del piano ammezzato del Palazzo Ca' Nova di destra.

Era utilizzato principalmente per ricevimenti (come denunciano il grande atrio e lo scalone monumentale). Uno dei più fastosi fu quello in onore di Alvise Mocenigo, doge vittorioso durante la battaglia di Lepanto. Fu edificato al posto di un precedente edificio risalente alla seconda metà del XV secolo. La ricostruzione non era terminata entro il 1579. Nel 1716 Pisana Cornaro Mocenigo ricevette con una sfarzosa festa il re di Polonia Federico Augusto III. La proprietà passò per via ereditaria nel primo quarto del '900 ai Robilant che, dopo averne disperso mobili e arredi, la alienarono nel giro di breve tempo.

### Architettura
La facciata è di difficile attribuzione: appartenente al periodo rinascimentale ma già di gusto manierista, appare ispirata al Palladio per la presenza di colonne e capitelli, ma, nonostante questo, è spesso attribuita a Alessandro Vittoria, che progettò sicuramente anche Palazzo Balbi, molto simile in quanto alla decorazione. Si è pure attribuita la paternità a Guglielmo dei Grigi o a Giovanni Antonio Rusconi.
La facciata è caratterizzata dall'imponenza delle tre aperture centrali: il portale ad acqua, circondato da quattro finestrelle, e le due serliane sovrapposte, adornate per mezzo di un poggiolo aggettante. Ai lati si sviluppano ampie monofore con timpani triangolari e curvi. Tutti gli elementi sono contenuti in un complesso disegno di cornici e profili, che scandisce la facciata e le dona dinamicità. La facciata era un tempo dominata da due obelischi, poi abbattuti.
Sul retro sono presenti due corti collegate a un giardino da un sottopassaggio monumentale il cui punto di fuga corrisponde al portone posteriore del palazzo. L'ultimo piano è stato terrazzato in un secondo momento, come accadde anche a Palazzo Pisani Moretta.